# Marceli (Popiel)
Marceli, imię świeckie Marceli (także spotykane wersje: Markian, Markyl) Popiel (ur. 31 grudnia 1821 lub 1825 lub 1825 w Haliczu lub w Medusze, zm. 16 września?/29 września 1903 w Petersburgu) – biskup Rosyjskiego Kościoła Prawosławnego pochodzenia ukraińskiego.
Urodził się w rodzinie greckokatolickiej. Ukończył studia w zakresie filozofii i teologii katolickiej i po zawarciu związku małżeńskiego przyjął w 1850 święcenia kapłańskie w obrządku unickim. Przez rok prowadził działalność duszpasterską w parafii w Buczaczu, następnie w latach 1851–1859 był katechetą w gimnazjum w Tarnopolu i do 1866 katechetą w gimnazjach we Lwowie. Opublikował podręczniki liturgiki i teologii moralnej przeznaczone dla alumnów greckokatolickich seminariów duchownych.
Od 1854 działał w ruchu moskalofilskim. Był również jednym z przywódców ruchu obrzędowego w Galicji, w ramach którego domagał się usunięcia z liturgii Kościoła greckokatolickiego wszelkich elementów pochodzenia łacińskiego. Początkowo wysuwał jedynie postulaty puryfikacji obrządku wschodniego w ramach Kościoła katolickiego, z czasem doszedł jednak do przekonania, że zawarcie unii brzeskiej było wydarzeniem negatywnym dla ludności ruskiej, zaś jej rdzennym wyznaniem jest prawosławie. W związku z tym w 1866 wyjechał na znajdującą się pod zaborem rosyjskim ziemię chełmską, gdzie miał popularyzować oczyszczanie obrządku wschodniego z naleciałości łacińskich. W ten sposób władze carskie zamierzały przygotować grunt pod całkowitą kasatę unii w Imperium Rosyjskim.
Ks. Marceli Popiel z przekonaniem realizował oczekiwania carskiej administracji, początkowo jako wykładowca unickiego seminarium duchownego w Chełmie, a od 1871 jako administrator diecezji chełmskiej. W kolejnych okólnikach nakazywał usuwanie z liturgii unickiej poszczególnych elementów nieznanych tradycji Rosyjskiego Kościoła Prawosławnego, współpracował z administracją carską przy zwalczaniu oporu wobec zmian, jaki stawiła część duchowieństwa i wiernych diecezji. W 1874 ogłosił całkowite ujednolicenie liturgii unickiej i prawosławnej, zaś w 1875 był członkiem delegacji duchowieństwa, która „prosiła” cara Aleksandra II o przyłączenie diecezji chełmskiej do Rosyjskiego Kościoła Prawosławnego.
Za swój udział w likwidacji ostatniej unickiej administratury w Imperium Rosyjskim został 8 czerwca 1875 wyświęcony na biskupa pomocniczego eparchii chełmsko-warszawskiej z tytułem biskupa lubelskiego, zachowując osobisty nadzór nad parafiami pounickimi. W 1878, po konflikcie z arcybiskupem chełmskim i warszawskim Leoncjuszem, został przeniesiony na katedrę podolską i bracławską, której ordynariuszem był do 1882. Następnie w latach 1882–1889 był biskupem połockim i witebskim. W 1889 odszedł w stan spoczynku, lecz do śmierci w 1903 pozostawał członkiem Świątobliwego Synodu Rządzącego i brał udział w jego pracach. Zmarł i został pochowany w Petersburgu.

## Życiorys

### Młodość i działalność w Galicji
Pochodził z Galicji, był synem szlachcica Onufrego Popiela. Został ochrzczony w Kościele greckokatolickim.
Ukończył czteroklasową szkołę niemiecką w Haliczu, a następnie gimnazjum klasyczne w Stanisławowie i Buczaczu. Studia uniwersyteckie kontynuował w Czerniowcach (filozofia) oraz we Lwowie i Wiedniu (teologia). 20 stycznia 1850 przyjął święcenia kapłańskie i objął parafię w Buczaczu.
W latach 1851–1859 był katechetą w gimnazjum w Tarnopolu. W pierwszych latach pracy nie przejawiał sympatii moskalofilskich; wiadomo, że swoim uczniom nakazywał śpiew pieśni religijnych w języku niemieckim lub po łacinie. Najpóźniej w roku 1854 radykalnie zmienił jednak poglądy – od wymienionego roku należał do grupy nauczycieli gimnazjalnych, którzy w porozumieniu z Jakowem Hołowackim rozprowadzali wśród uczniów wydawnictwa rusofilskie. Następnie przez trzy lata pracował jako nauczyciel języka rosyjskiego w gimnazjum akademickim we Lwowie, zaś od 1862–1866 był katechetą w gimnazjum niemieckim we Lwowie. Był autorem dramatu Nemira, wydrukowanego przez pismo Hałyćka Zoria oraz rozważań o postaci śpiewaka Bojana, bohatera Słowa o wyprawie Igora. Publikował również artykuły na tematy związane z bieżącą sytuacją i tożsamością Kościoła greckokatolickiego w Galicji.
Ks. Popiel był jednym z liderów ruchu obrzędowego, opowiadającego się za usunięciem z liturgii Kościoła unickiego wszelkich elementów pochodzenia łacińskiego. Duchowny wprowadzał tego typu zmiany w swojej praktyce duszpasterskiej. W 1862 greckokatolicki metropolita lwowski Hryhorij Jachymowycz wyznaczył go na członka komisji, która miała skoordynować prace nad puryfikacją obrządku wschodniego, by nie dopuścić do dalszych oddolnych i samowolnych inicjatyw duchowieństwa parafialnego w tym zakresie. Nagła śmierć hierarchy uniemożliwiła prace komisji, a jego następca Spirydion Litwinowicz zdołał znacznie ograniczyć zasięg ruchu. W tym okresie ks. Popiel nie był jeszcze apologetą prawosławia. W 1857 wydał podręcznik teologii moralnej, zaś w 1863 opublikował we Lwowie podręcznik liturgiki dla słuchaczy greckokatolickich seminariów duchownych, w którym zawarł naukę o prymacie papieża zgodną z nauczaniem Kościoła katolickiego.
Zdaniem Włodzimierza Osadczego Marcelego (Popiela) należy zaliczyć do

ideowych poszukiwaczy czystości obrządku wschodniego, którzy aczkolwiek deklarowali wierność i posłuszeństwo papieżowi, w miarę zgłębiania arkanów wschodniej tożsamości cerkiewnej dochodzi do przekonania o ułomności unii i po kryjomu zmierzali ku apostazji

W latach 1864–1865 redagował pismo religijne Nedelja.

### Działalność w unickiej diecezji chełmskiej

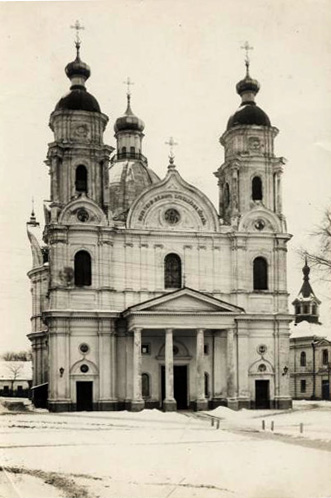
Unicka katedra Narodzenia Matki Bożej w Chełmie po przeprowadzonej w latach 70. XIX wieku przebudowie w stylu rosyjsko-bizantyjskim i adaptacji na prawosławny sobór. W świątyni tej Marceli Popiel służył początkowo jako kapłan unicki, następnie jako duchowny prawosławny

W 1866 razem z synami opuścił Galicję i przeniósł się na stałe do Rosji. Jego przyjazd na Chełmszczyznę miał związek z planowaną przez władze rosyjskie kasatą unickiej diecezji chełmskiej. W ocenie administracji rosyjskiej likwidacja ostatniej administratury unickiej w Imperium musiała być poprzedzona akcją usunięcia z używanego w diecezji obrządku elementów łacińskich (silnie w nim zakorzenionych), co miało następnie ułatwić pełną rusyfikację ruskiej ludności Chełmszczyzny. Działania te mieli przeprowadzać duchowni uniccy o poglądach rusofilskich, których postanowiono rekrutować spośród uczestników ruchu obrzędowego w Galicji.
Zdaniem Witolda Kołbuka ks. Popiel był jednym z nielicznych duchownych, dla których motywacją do przyjazdu na Chełmszczyznę były nie kwestie materialne, lecz szczere poparcie dla idei szerzenia prawosławia.
Ks. Marceli Popiel przybył na ziemię chełmską z rekomendacji działacza słowianofilskiego i kapelana cerkwi przy ambasadzie rosyjskiej w Wiedniu, ks. Michaiła Rajewskiego, jako jeden z pierwszych Galicjan. W 1867 podjął pracę katechety w gimnazjum w Chełmie oraz wykładowcy unickiego seminarium duchownego. Nauczał tam katechizmu, podstaw obrządku cerkiewnego i historii biblijnej. Został ponadto zaliczony w skład duchowieństwa unickiej katedry Narodzenia Matki Bożej w Chełmie i otrzymał godność protoprezbitera.
Władze rosyjskie, przygotowujące się do ostatecznej likwidacji Kościoła unickiego w imperium, postanowiły powierzyć zarząd diecezji chełmskiej duchownemu o poglądach moskalofilskich, który poparłby plany carskiej administracji. W 1868 ks. Marceli Popiel został przedstawiony papieżowi jako kandydat na biskupa chełmskiego, jednak papież nie wyraził zgody na jego nominację. Biskupem chełmskim został ostatecznie Mychajło Kuzemśkyj. Ks. Popiel od początku działalności nowego ordynariusza pozostawał z nim w konflikcie. Kuzemśkyj ngatywnie odnosił się do działalności przybyłych z Galicji duchownych radykalnie zwalczających w liturgii wszelkie elementy łacińskie. W 1869 między ks. Popielem i biskupem doszło do konfliktu na tle bojkotowania przez tego pierwszego święta Bożego Ciała. Ks. Popiel angażował się ponadto w sprowadzanie na Chełmszczyznę kolejnych galicyjskich moskalofilów. Cieszył się całkowitym zaufaniem władz rosyjskich, których projekty dotyczące przyszłości Chełmszczyzny z oddaniem i zaangażowaniem realizował. Dlatego władze rosyjskie, bezskutecznie, starały się uzyskać dla niego nominację na biskupa pomocniczego diecezji chełmskiej.
W 1869 przyjął obywatelstwo rosyjskie.

#### Administrator diecezji chełmskiej
W 1871 Mychajło Kuzemśkyj zrezygnował z zarządu diecezji chełmskiej. 3/15 kwietnia 1871 car wydał ukaz mianujący tymczasowym administratorem diecezji ks. Popiela. Nominacja ta została źle przyjęta przez duchowieństwo diecezji, jak również przez prawosławnych kapłanów eparchii chełmsko-warszawskiej. Środowisko to zarzucało ks. Popielowi prowadzenie rozwiązłego trybu życia. Również Pius IX uznał nowego administratora za uzurpatora. Papież nadal uważał Mychajłę Kuzemśkiego za biskupa chełmskiego i domagał się od niego pisemnego potępienia działalności ks. Popiela, na co ten jednak się nie zdecydował.
Ks. Marceli Popiel nadal działał na rzecz sprowadzania kolejnych kapłanów z Galicji; osobiście wystawiał dla nich zaproszenia. Dokument taki ułatwiał im uzyskanie wiz rosyjskich i przekroczenie granicy. Jako administrator diecezji otwarcie przystąpił do przygotowywania masowej konwersji unitów chełmskich na prawosławie. W kwietniu 1871 wydał okólnik nakazujący eliminację elementów pochodzenia łacińskiego z liturgii unickiej. W grudniu nakazał natomiast obowiązkowe obchodzenie wspomnień św. Mikołaja, św. Jana Teologa oraz św. Jana Chrzciciela przy równoczesnym pominięciu świąt św. Jozafata, Niepokalanego Poczęcia Najświętszej Maryi Panny oraz Bożego Ciała. Jego rozporządzenia, w zestawieniu z antyunicką polityką gubernatora siedleckiego Stiepana Gromieki, wywołały niepokój wśród części unitów, przyczyniając się do wybuchu rozruchów w parafiach na Podlasiu. W związku z tym w czerwcu 1872 car Aleksander II polecił oberprokuratorowi Świątobliwego Synodu Rządzącego powołanie specjalnego Komitetu Nadzwyczajnego do Spraw Diecezji Chełmskiej, który miał skoordynować działania organów świeckich i kościelnych w regionie. Jednym z jego członków został ks. Popiel. Komitet sporządził instrukcję dotyczącą środków karnych wobec opornych parafii. Administratorowi diecezji chełmskiej nakazał natomiast rozpoznać postawy duchowieństwa wobec wprowadzanych zmian i zaproponować kary dla niechętnych wobec nich. Zobowiązano go także do poinformowania wiernych, że celem oczyszczenia obrządku nie jest przygotowywanie masowej konwersji, lecz odtworzenie obrządku unickiego w jego pierwotnej wersji, bez łacińskich elementów.
31 sierpnia/12 września 1872 ks. Popiel przedstawił wyniki badania nastrojów wśród unickiego duchowieństwa, stwierdzając, że przeciwnych zmienionej liturgii jest 75 ze 262 kapłanów, zaś dalszych 45 należy traktować jako niepewnych. W październiku tego samego roku na liście „niepewnych i nieprawomyślnych” duchownych działających w guberni lubelskiej znajdowało się 47 osób. Dalsze działania administrator diecezji chełmskiej konsultował w styczniu 1873 z gubernatorami lubelskim i siedleckim. Zdecydowano wówczas o wprowadzeniu w ciągu trzech miesięcy do parafii unickich liturgii całkowicie opartej na wzorach rosyjskich (tzw. ryt synodalny).
W październiku 1873 ks. Popiel specjalnym okólnikiem nakazał usunięcie z cerkwi unickich dzwonków, monstrancji, konfesjonałów, ołtarzy bocznych, wprowadzenie ikonostasów, rezygnację ze wspominania papieża, udzielanie Komunii Świętej wyłącznie na stojąco. Dla parafii unickich sprowadził prawosławne księgi liturgiczne drukowane w Petersburgu. Z wykazu świąt obchodzonych w diecezji usunięto wspomnienie św. Jozafata Kuncewicza oraz święto Bożego Ciała. Całe budynki cerkwi były przebudowywane w stylu typowym dla rosyjskiej architektury sakralnej. Wobec oporu ludności wobec tego rodzaju działań odbywały się one przy wsparciu wojsk carskich (do zdecydowanych protestów doszło w 29 z 266 parafii diecezji). Sprzeciwiający się im unici byli represjonowani, osadzani w więzieniach i zsyłani na Syberię. W 1874 doszło do dwóch przypadków agresji wojsk rosyjskich na unickie cerkwie, w czasie których padły ofiary śmiertelne: w Pratulinie i Drelowie. W okresie sprawowania przez ks. Popiela zadań administratora diecezji 74 duchownych unickich o antyprawosławnym nastawieniu zostało zesłanych lub internowanych, zaś kolejnych 66 uciekło z Chełmszczyzny do Galicji.
W swoich kazaniach i wykładach seminaryjnych ks. Popiel, pozostając oficjalnie unitą, głosił nauczanie teologii prawosławnej. 13 maja 1874 papież Pius IX potępił działalność ks. Popiela w encyklice Omnem sollicitudinem. Wprowadzane przez niego zmiany liturgiczne określał jako nieważne, zaś jego samego nazwał „nieszczęsnym pseudoadministratorem”.

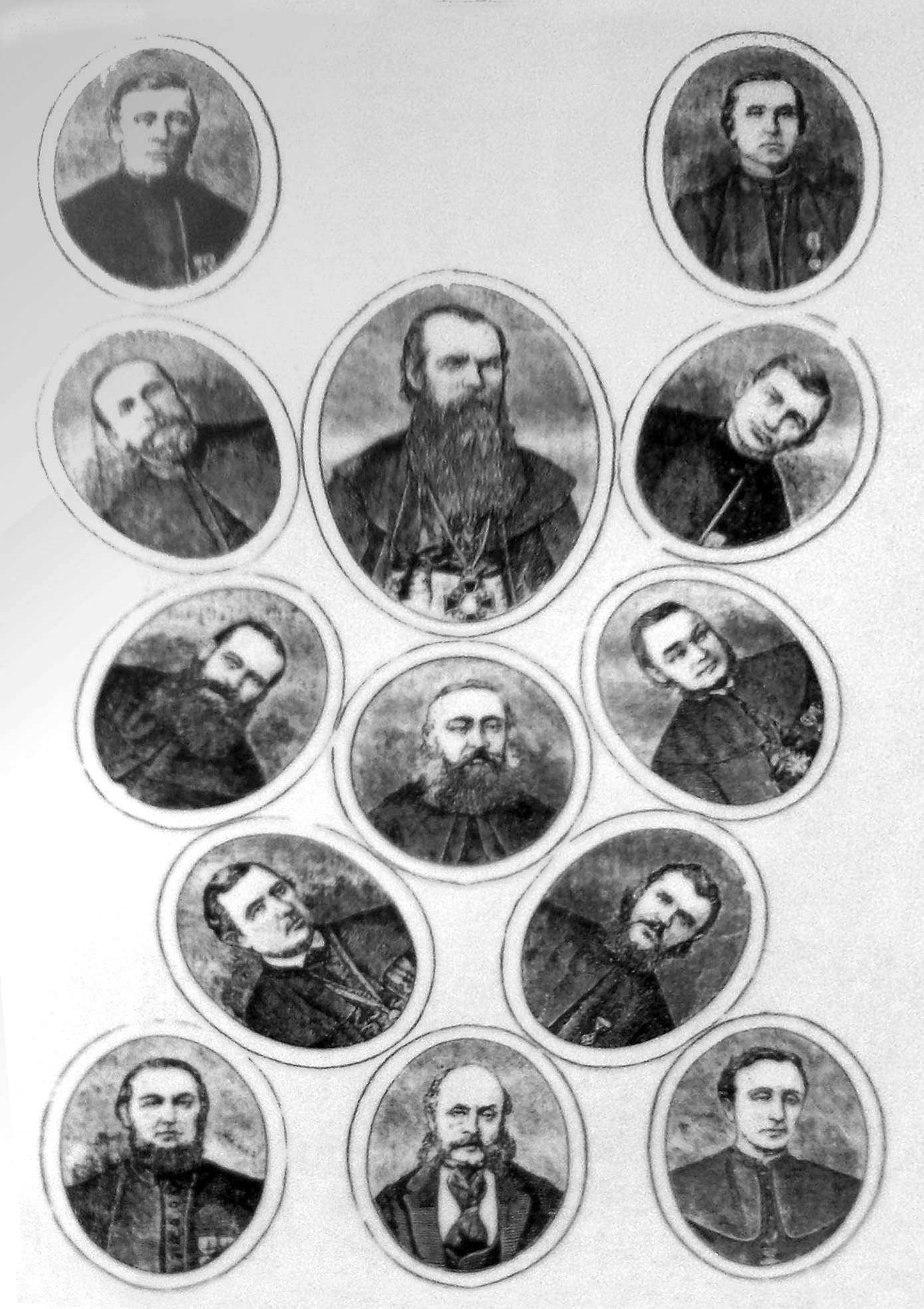
Sygnatariusze „Aktu katedralnego duchowieństwa chełmskiego”. Ks. Marceli Popiel widoczny na największej podobiźnie, w centrum grupy

W lutym 1875 ks. Marceli Popiel razem z innymi kapłanami służącymi w unickiej katedrze w Chełmie przesłał do cara Aleksandra II list z prośbą o umożliwienie im konwersji na prawosławie. List ten, zatytułowany „Akt katedralnego duchowieństwa chełmskiego” został przedłożony monarsze 25 marca/6 kwietnia tego samego roku przez delegację, w skład której wszedł także administrator diecezji chełmskiej. Zatwierdzenie aktu, a następnie decyzja Świątobliwego Synodu Rządzącego z 11/23 maja 1875 oznaczało kasatę diecezji chełmskiej i wcielenie jej placówek duszpasterskiej do Rosyjskiego Kościoła Prawosławnego.
W następstwie tej decyzji ks. Popiel dokonał zmiany wyznania razem ze zdecydowaną większością duchownych przybyłych z Galicji.

### Biskup lubelski
Za swój udział w likwidacji diecezji chełmskiej ks. Marceli Popiel został odznaczony orderem św. Anny I stopnia. Ponadto 8 czerwca 1875 w soborze św. Izaaka w Petersburgu został wyświęcony na biskupa lubelskiego, wikariusza eparchii chełmsko-warszawskiej. Przed chirotonią biskupią nie zażądano od niego złożenia ślubów mniszych, co było wydarzeniem wyjątkowym w historii Rosyjskiego Kościoła Prawosławnego. Ponadto 2 lutego 1876 na mocy specjalnych dyspozycji rządowych to jego imię miało być wspominane w parafiach pounickich, w miejsce ordynariusza eparchii chełmsko-warszawskiej, i to on miał sprawować nad nimi bezpośrednią kontrolę. Uprawnienia te przysługiwały również kolejnym biskupem lubelskim, zaś ich siedzibą pozostawał Chełm. Marceli (Popiel) jako biskup otoczył się duchownymi pochodzącymi z Galicji; początkowo cieszył się również poparciem oberprokuratora Świątobliwego Synodu Rządzącego Konstantina Pobiedonoscewa i ministra oświaty Dmitrija Tołstoja.
Biskup Marceli bezpośrednio po chirotonii znalazł się w konflikcie ze zwierzchnikiem eparchii chełmsko-warszawskiej, arcybiskupem Joannicjuszem, negatywnie nastawionym do duchowieństwa przybyłego z Galicji. Hierarcha ten uważał ponadto biskupa Marcelego za człowieka niegodnego biskupstwa z powodu niemoralnego trybu życia. Konflikt ten zakończył się przeniesieniem arcybiskupa Joannicjusza na katedrę chersońską i odeską, o czym najprawdopodobniej zadecydowali wymienieni wyżej protektorzy Galicjan. Jednak kolejny arcybiskup chełmski i warszawski, Leoncjusz, również był niechętnie nastawiony do kapłanów z Galicji; był zdania, że akcję propagowania prawosławia na Chełmszczyźnie należało powierzyć duchowieństwu miejscowemu. Za sprawą jego zabiegów Marceli (Popiel) został ordynariuszem eparchii podolskiej i wyjechał z Chełma. Negatywnie działalność Marcelego jako prawosławnego biskupa ocenił również Świątobliwy Synod Rządzący, w tym protegujący go dawniej Pobiedonoscew. Po jego wyjeździe wpływowe dotąd środowisko galicyjskich duchownych straciło swoją pozycję.

### Biskup podolski

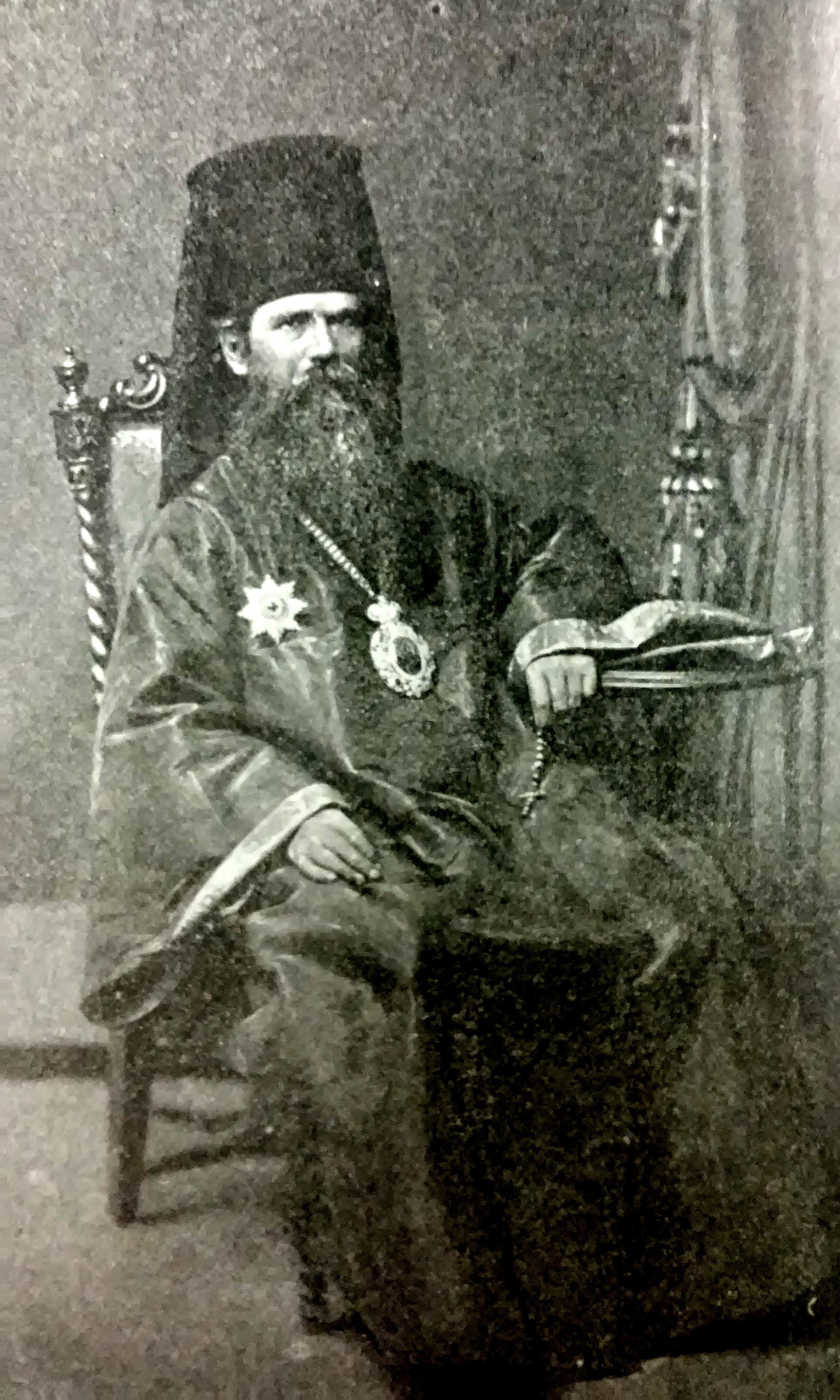

10 grudnia 1878 Świątobliwy Synod Rządzący mianował Marcelego (Popiela) biskupem podolskim i bracławskim. W eparchii tej hierarchia szczególnie dbał o poziom śpiewu cerkiewnego, nakazując dziekanom wymagać od proboszczów, by tworzyli chóry złożone z uczniów szkół parafialnych. Najbardziej zaangażowanym w podniesienie poziomu śpiewu przyznawał nagrody. Dbał również o poziom głoszonych w cerkwiach kazań, oczekując, by były one zrozumiałe dla wszystkich słuchaczy. Nakazywał również dziekanom wyznaczanie stałych kaznodziejów, zaś wszystkim duchownym – głoszenie kazań w niedziele i święta, wygłaszanie ich z pamięci oraz przechowywanie ich wykazu do wglądu dziekana i biskupa. Sam hierarcha regularnie wygłaszał kazania i opublikował ok. 60 homilii w piśmie eparchialnym pt. Podolskije Jeparchialnyje Wiedomosti.

### Biskup połocki
6 marca 1882 Marceli (Popiel) został przeniesiony na katedrę połocką. W eparchii tej zajmował się przede wszystkim organizacją szkół parafialnych, tworząc 172 takie placówki. Podobnie jak w eparchii podolskiej, dbał również o tworzenie stojących na dobrym poziomie chórów cerkiewnych oraz o wznoszenie i wyposażanie cerkwi. W 1887 założył w Witebsku bractwo św. Włodzimierza.

### Ostatnie lata
W 1889 Marceli (Popiel) odszedł z urzędu biskupa połockiego i został przeniesiony w stan spoczynku. Równocześnie został jednak włączony do składu Świątobliwego Synodu Rządzącego i do końca życia brał udział w jego pracach. 16 marca 1903 został wybrany na honorowego członka Galicyjsko-Russkiego Towarzystwa Dobroczynnego.
Zmarł w 1903 w Petersburgu i został pochowany w cerkwi św. Izydora w kompleksie Ławry św. Aleksandra Newskiego. W 1932 jego szczątki zostały przeniesione na cmentarz św. Mikołaja.
W polskiej literaturze pięknej przełomu XIX i XX stulecia, opisującej okoliczności likwidacji unickiej diecezji chełmskiej, a następnie represje carskie przeciwko unitom sprzeciwiającym się przymusowi przejścia na prawosławie, biskup Marceli (Popiel), obok metropolity Józefa (Siemaszki), jest wielokrotnie przywoływany jako jeden z największych wrogów unitów, przewrotny sprawca ich tragedii.

## Rodzina
Przed 1850 ożenił się z Klementyną Ełowiecką (zm. 1864), z którą miał dwóch synów. Jeden z nich, Zinowij (1850–1889) został w 1873 wyświęcony na kapłana i służył w kolejnych latach w soborze Narodzenia Matki Bożej w Chełmie oraz pełnił stanowisko wykładowcy w seminarium duchownym w Chełmie. Drugi syn, Julijan, również został prawosławnym kapłanem, uzyskał godność protoprezbitera i do I wojny światowej służył jako proboszcz w cerkwi w Pławanicach. Zmarł na cholerę w szpitalu polowym w Małorycie podczas ewakuacji w głąb Rosji w 1915 (bieżeństwo).